# Königsnekropole von Byblos

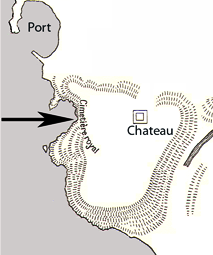
Lage der Königsnekropole von Byblos

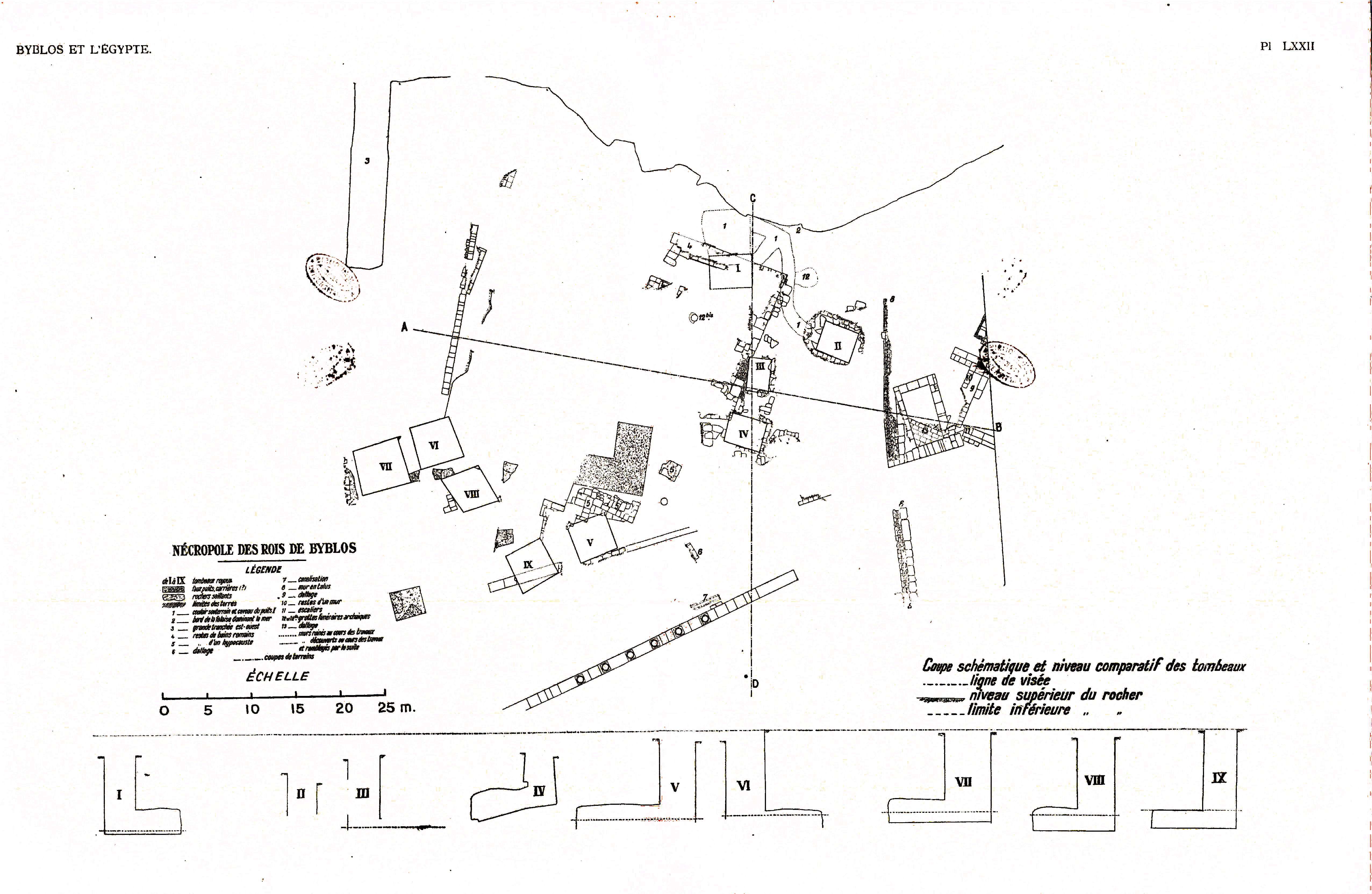
Plan der Köngsnekropole von Byblos

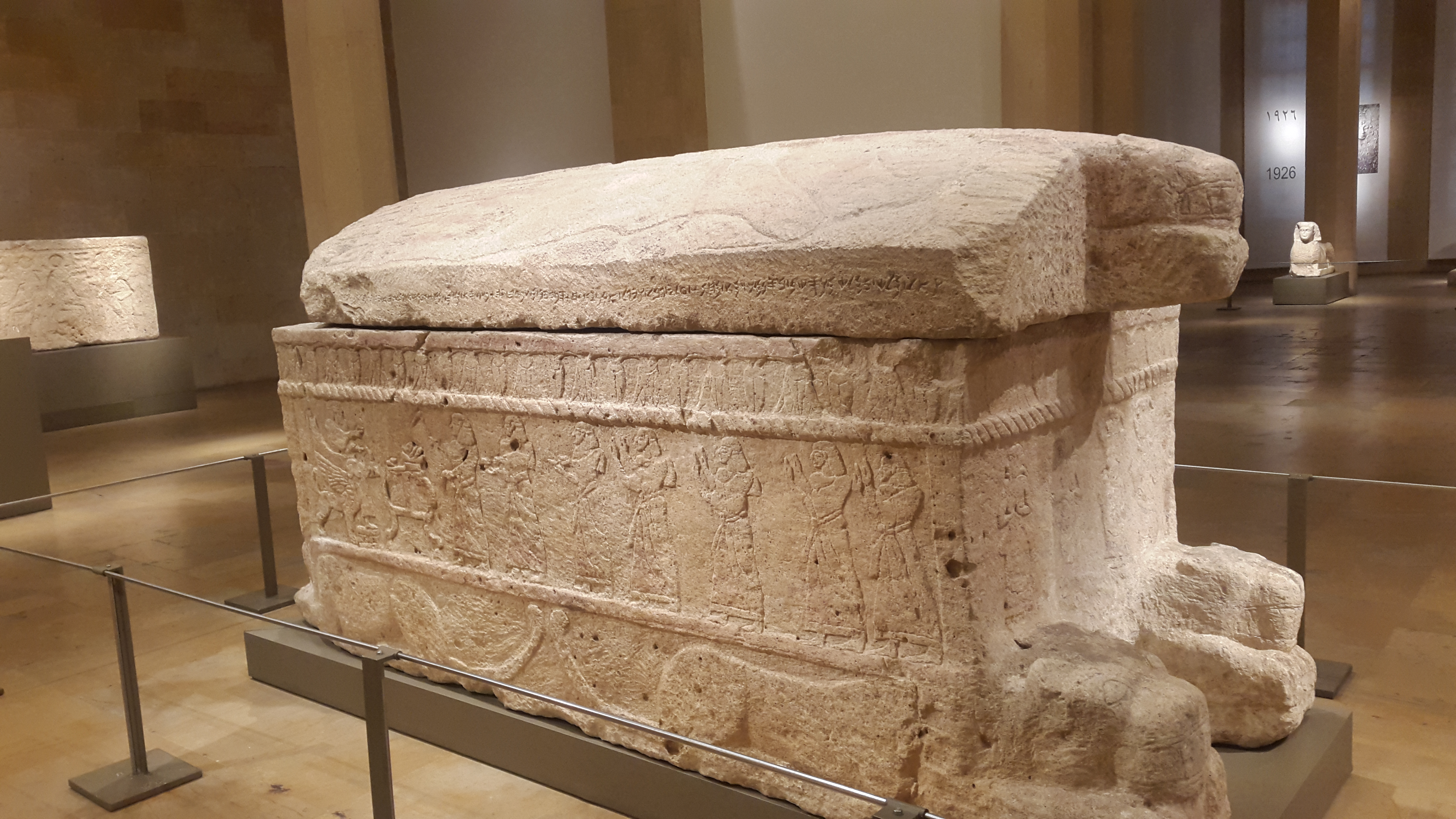
Sarkophag des Ahiram

Die Königsnekropole von Byblos besteht aus verschiedenen in den Fels gehauenen Grabkammern, in denen die lokalen Herrscher von Byblos bestattet wurden. 
Eine Gruppe von Bestattungen gehört in die Mittlere Bronzezeit. Drei dieser Gräber (Grab I–III) fanden sich unberaubt und enthielten zum Teil reiche Grabbeigaben. Sie datieren um 1700 v. Chr., doch ist die genaue chronologische Einordnung unsicher. Viel später datiert das Grab V mit dem Ahiram-Sarkophag (um 1000 v. Chr.) mit dem bisher ältesten Beleg für die Phönizische Schrift.
Insgesamt gehören 9 Grabanlagen zur Königsnekropole von Byblos.
- Grab I fand sich am 17. Februar 1922 und war unberaubt. Der Name des Grabinhabers ist nicht überliefert. Meist wird Abischemu vermutet, da er der Vater des Inhabers von Grab II ist. Auf einer Vase wird Amenemhet III. genannt, womit das Grab um 1800 zu datieren wäre. Neuere Untersuchungen deuten jedoch darauf hin, dass das Grab etwa 100 Jahre jünger ist.
- Grab II fand sich ebenfalls unberaubt. Zwei Objekte nennen den Fürsten Ipschemuabi, der wohl als Grabinhaber anzusprechen ist. Im Grab fand sich eine Obsidiantruhe mit dem Namen des ägyptischen Königs Amenemhet IV.
- Grab III fand sich auch unberaubt. Ein Grabinhaber kann nicht identifiziert werden. Im Grab fanden sich zwei Bestattungen.
- Grab IV fand sich stark beraubt, datiert aber auch in die Mittlere Bronzezeit.
- Grab V ist die Bestattung des Ahiram, in der sich sein Sarkophag fand. Das Grab datiert um 1000 v. Chr.
- Grab VI ist das größte der Nekropole und fand sich beraubt. Die Keramik datiert das Grab eventuell um 1550 v. Chr.[2]
- Grab VII enthält einen Sarkophag und datiert in die Mittlere Bronzezeit, um 1700 v. Chr.
- Grab VIII fand sich beraubt.
- Grab IX fand sich beraubt. Reste der Grabausstattung nennen Abischemu (II.), bei dem es sich eventuell um den Grabinhaber handelt. Das Grab datiert auch in die Mittlere Bronzezeit, um etwa 1700 v. Chr.

Päne und Schnitte der Gräber
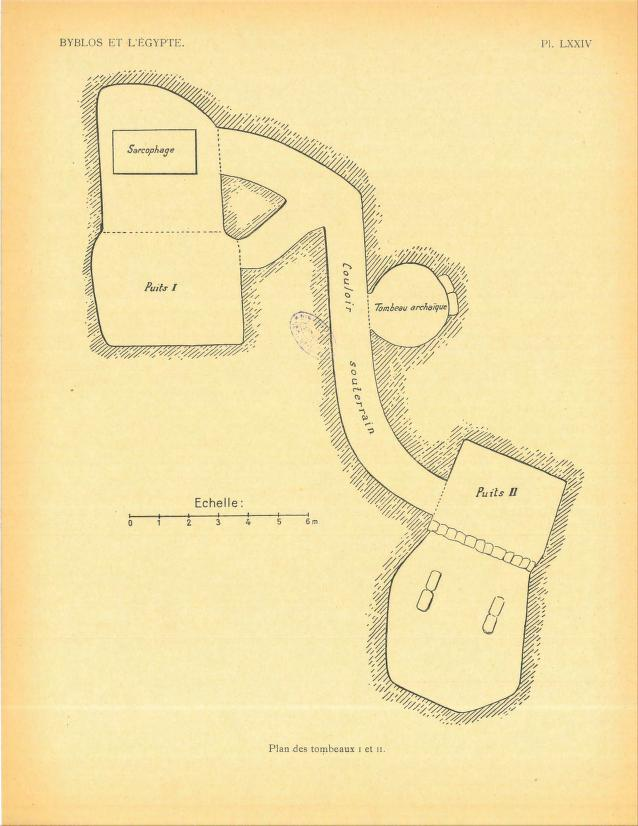
Plan von Grab I und II
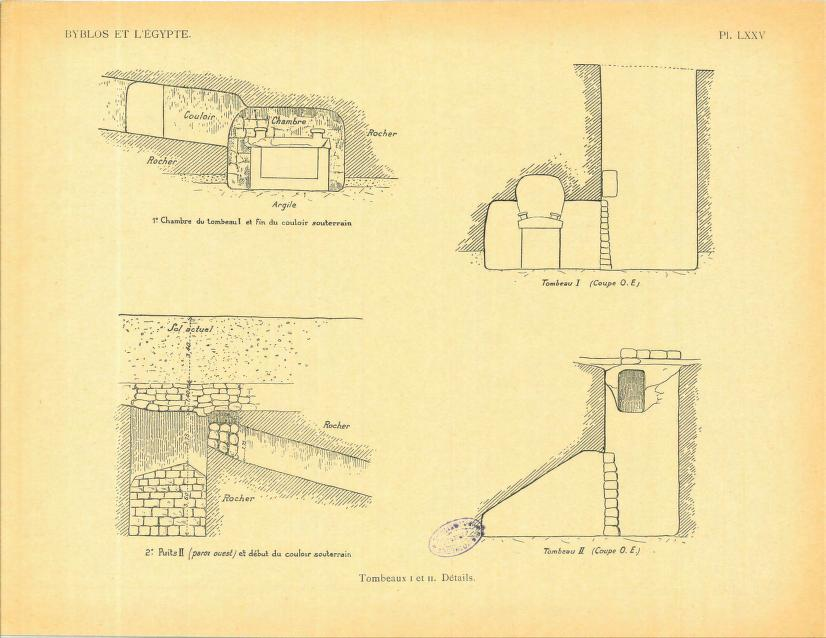
Schnitt von Grab I und II
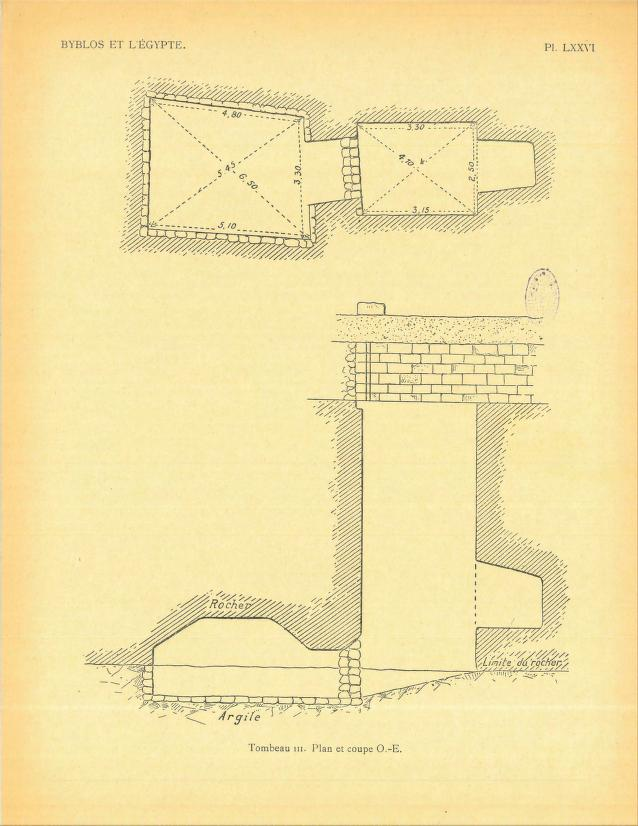
Plan und Schnitt von Grab III
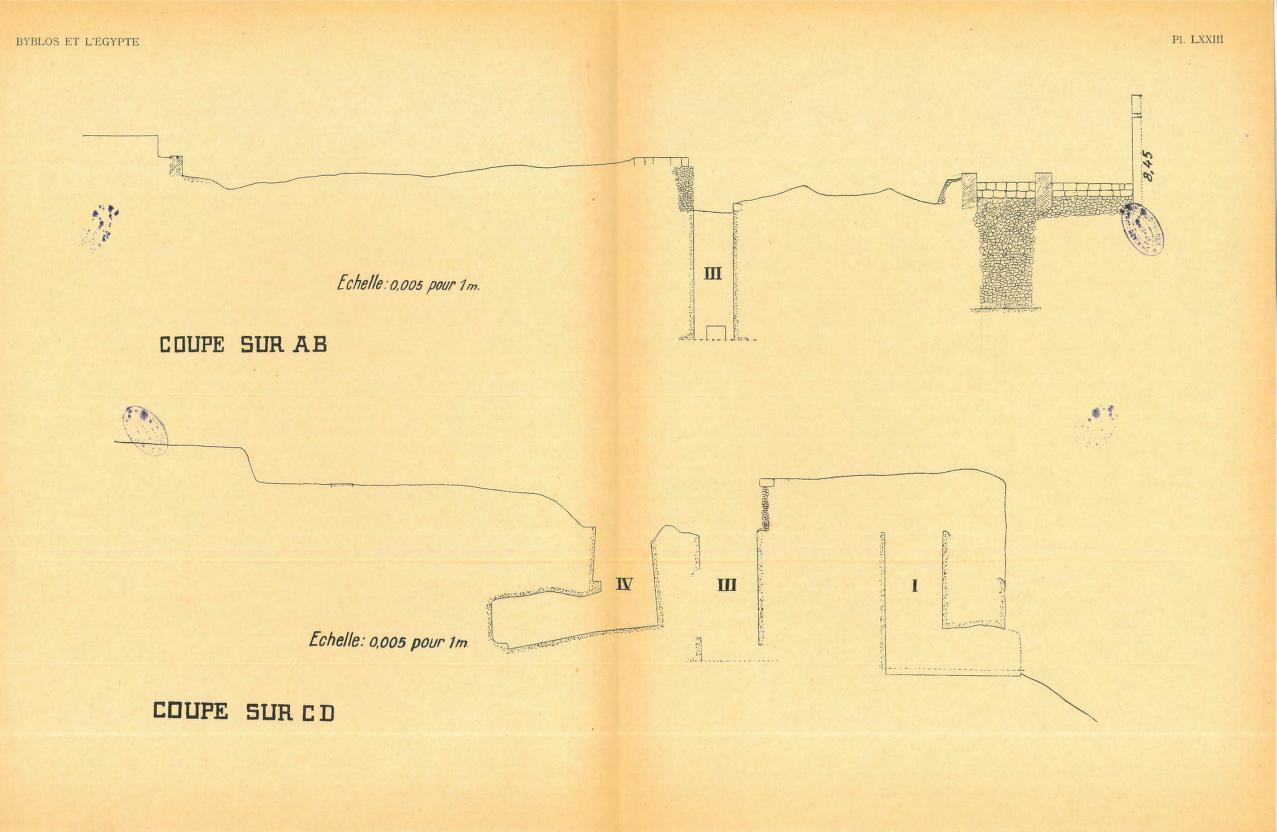
Schnitte von Grab I, III und IV
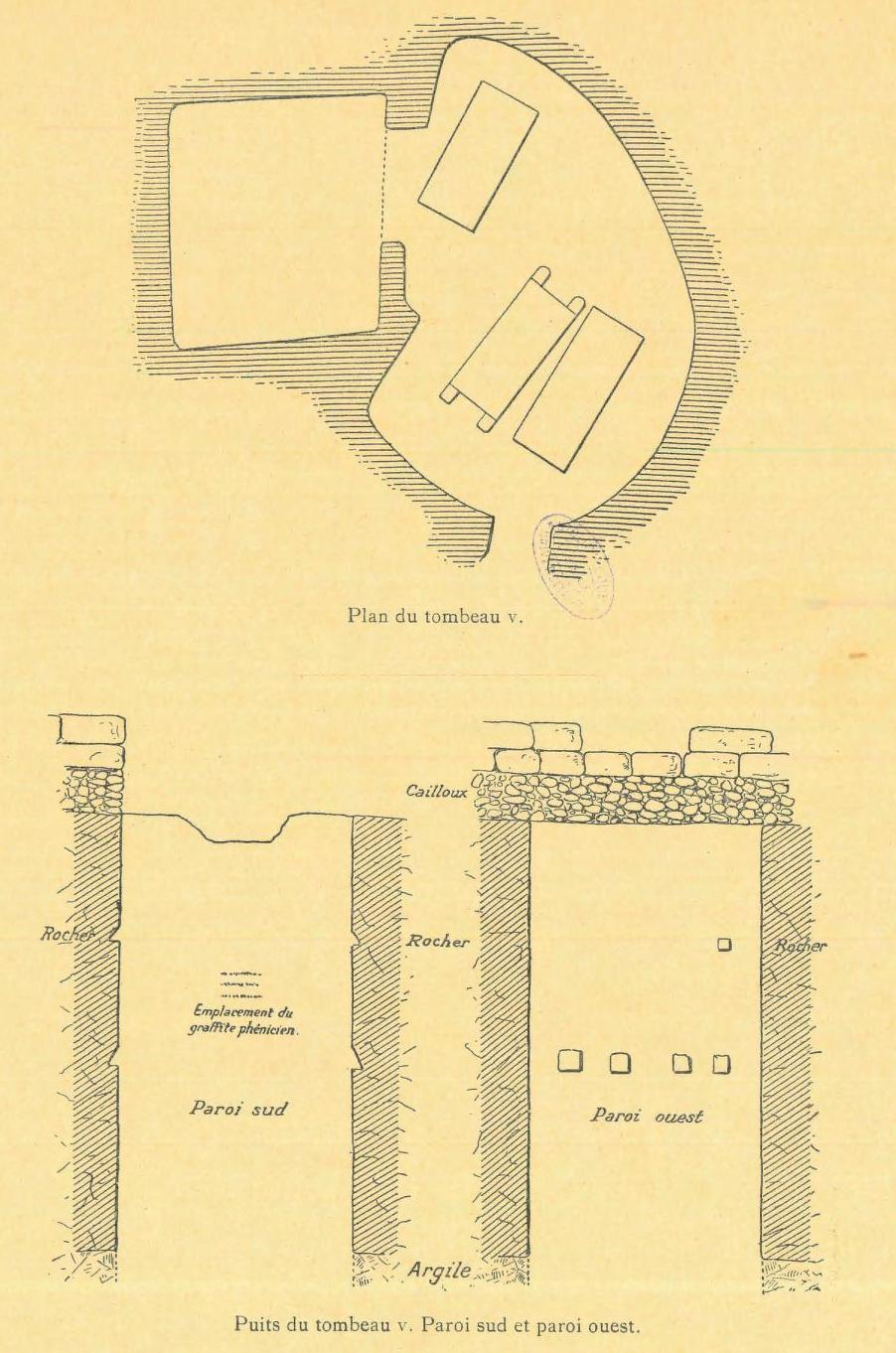
Plan von Grab V
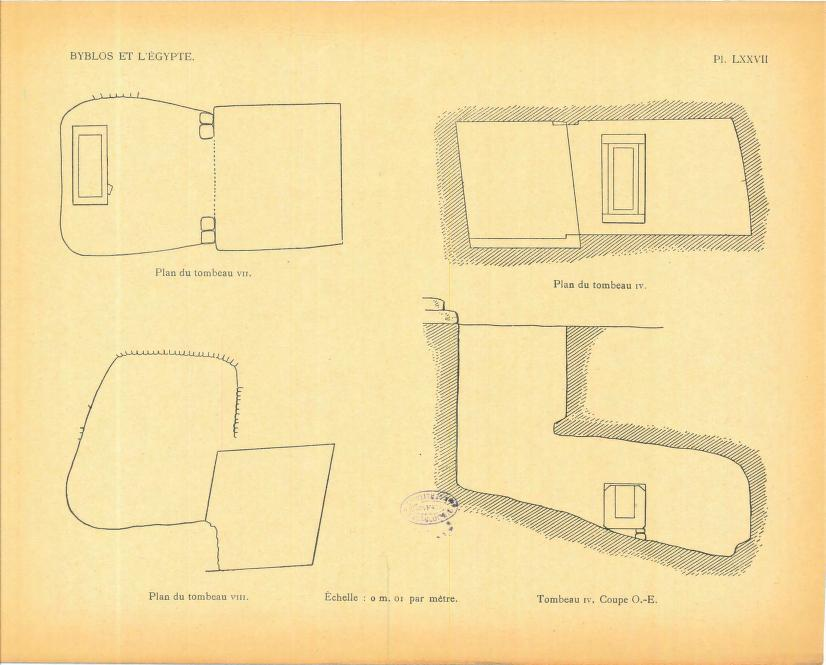
Pläne und Schnitte von Grab IV, VII und VIII